# Pasquale Maria Liberatore
Pasquale Maria Liberatore (Lanciano, 19 settembre 1763 – Gragnano, 21 agosto 1842) è stato un giurista ed economista italiano.

## Biografia
Ricevette la prima istruzione nelle scuole colasanziane nella sua Lanciano, proseguì gli studi a Chieti e finalmente a Napoli dove si dedicò allo studio della giurisprudenza alla scuola di Marino Guarano che già sulla fine del secolo primeggiava nel foro napoletano. 
Con l'animo aperto alle innovazioni, partecipò ai moti del 1799. Nel 1806 pubblicò I pensieri civili ed economici per il miglioramento della provincia di Chieti, nel 1814 a Napoli il notevole Saggio sulla giurisprudenza penale del regno di Napoli. Ristabilita la dinastia borbonica, fu sospetto di appartenere alla Carboneria. Solo nel 1831 fu autorizzato ad esercitare la libera docenza. 
Avvocato eloquente, fu anche insegnante efficacissimo. Della varietà e profondità della cultura sono testimoni Le osservazioni per servire di commento alle leggi civili (1832), L'introduzione allo studio della legislazione (Napoli 1832) e iniziate nel 1836 le Istituzioni della legislazione amministrativa vigente nel regno delle due Sicilie, preziose pur tra deficienze sistematiche per la ricchezza del materiale legislativo. Lasciato l'insegnamento nel 1837 per malattia continuò l'opera letteraria.